# Acinodendron
Acinodendron é um género de planta com flor pertencente à família Melastomataceae. 
A autoridade científica da espécie é Raf., tendo sido publicada em Sylva Telluriana 94. 1838.
Trata-se de um género não aceite pelo sistema de classificação filogenético Angiosperm Phylogeny Website

## Espécies
Segundo a base de dados The Plant List tem 648 espécies descritas das quais 491 são aceites.